# Gare de Sevran - Livry
Pour les articles homonymes, voir Sevran-Livry.
Ne doit pas être confondu avec Gare de Sevran - Beaudottes ou Freinville - Sevran (tramway d'Île-de-France).
La gare de Sevran - Livry est une gare ferroviaire française de la ligne de La Plaine à Hirson et Anor (frontière), située sur la commune de Sevran, dans le département de la Seine-Saint-Denis en région Île-de-France.

## Situation ferroviaire

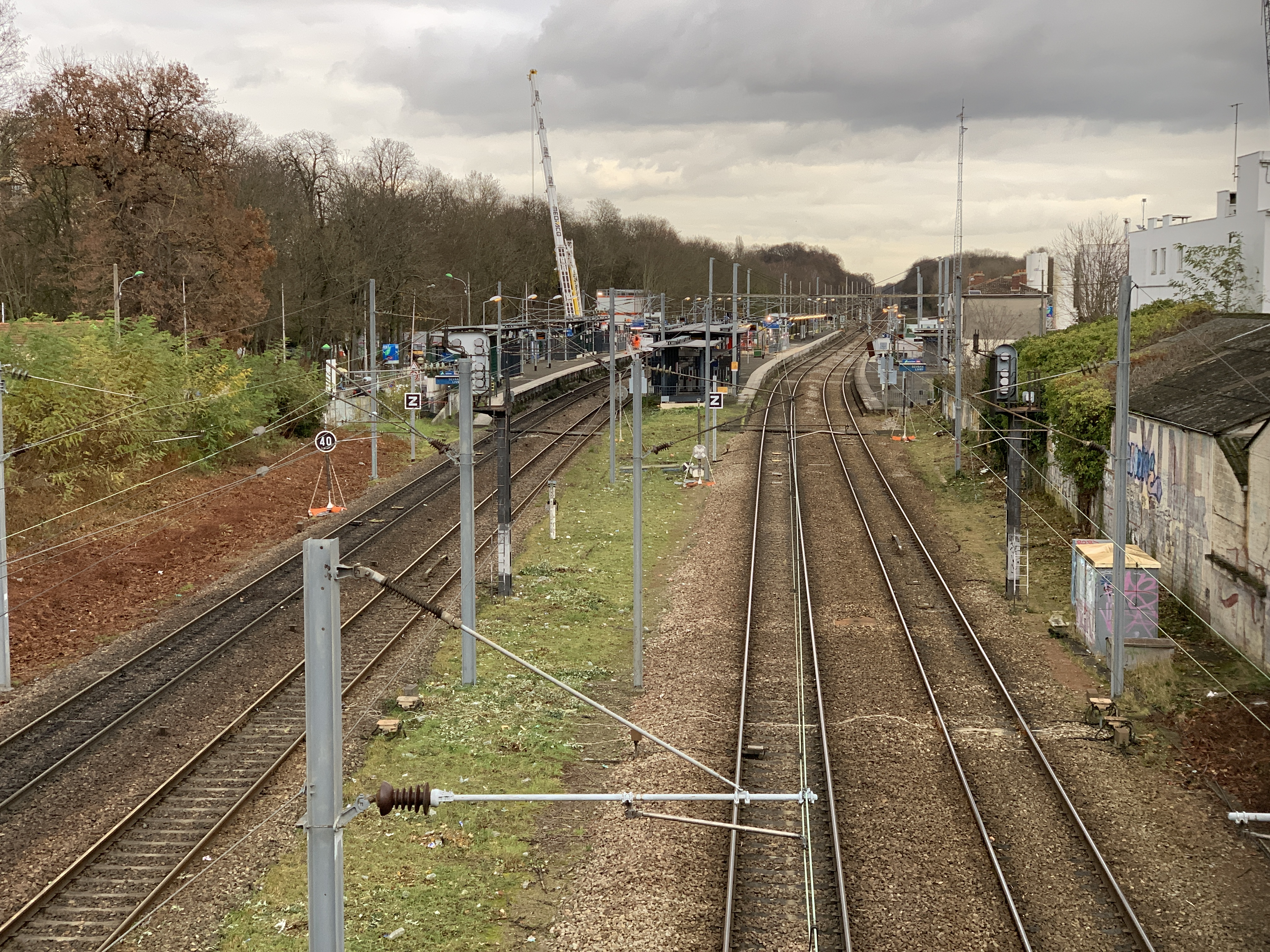
La gare en décembre 2019.

Établie à 58 mètres d'altitude, la gare de Sevran - Livry se situe sur la branche B5 du RER B au point kilométrique (PK) 17,464 de la ligne de La Plaine à Hirson et Anor (frontière) entre les gares d'Aulnay-sous-Bois et du Vert-Galant. La gare dispose de quatre voies : la voie 2, la voie 1, la voie 2B et la voie 1B. La voie 2 est empruntée par les trains du Transilien K, des TER Hauts-de-France et Fret en provenance du nord de la France et la voie 1 est empruntée par ceux du Transilien K, des TER Hauts-de-France et Fret en provenance de Paris-Nord et du triage du Bourget.
Les voies 2B et 1B sont empruntées par les trains de la ligne B du RER en direction et en provenance de Mitry - Claye.
La gare dispose de trois quais hauts, 2 sont desservis par les trains du RER B et le troisième reste non desservi sauf en période de travaux. La gare se situe au nord du canal de l'Ourcq, à l’extrémité ouest du parc de la Poudrerie.

## Histoire

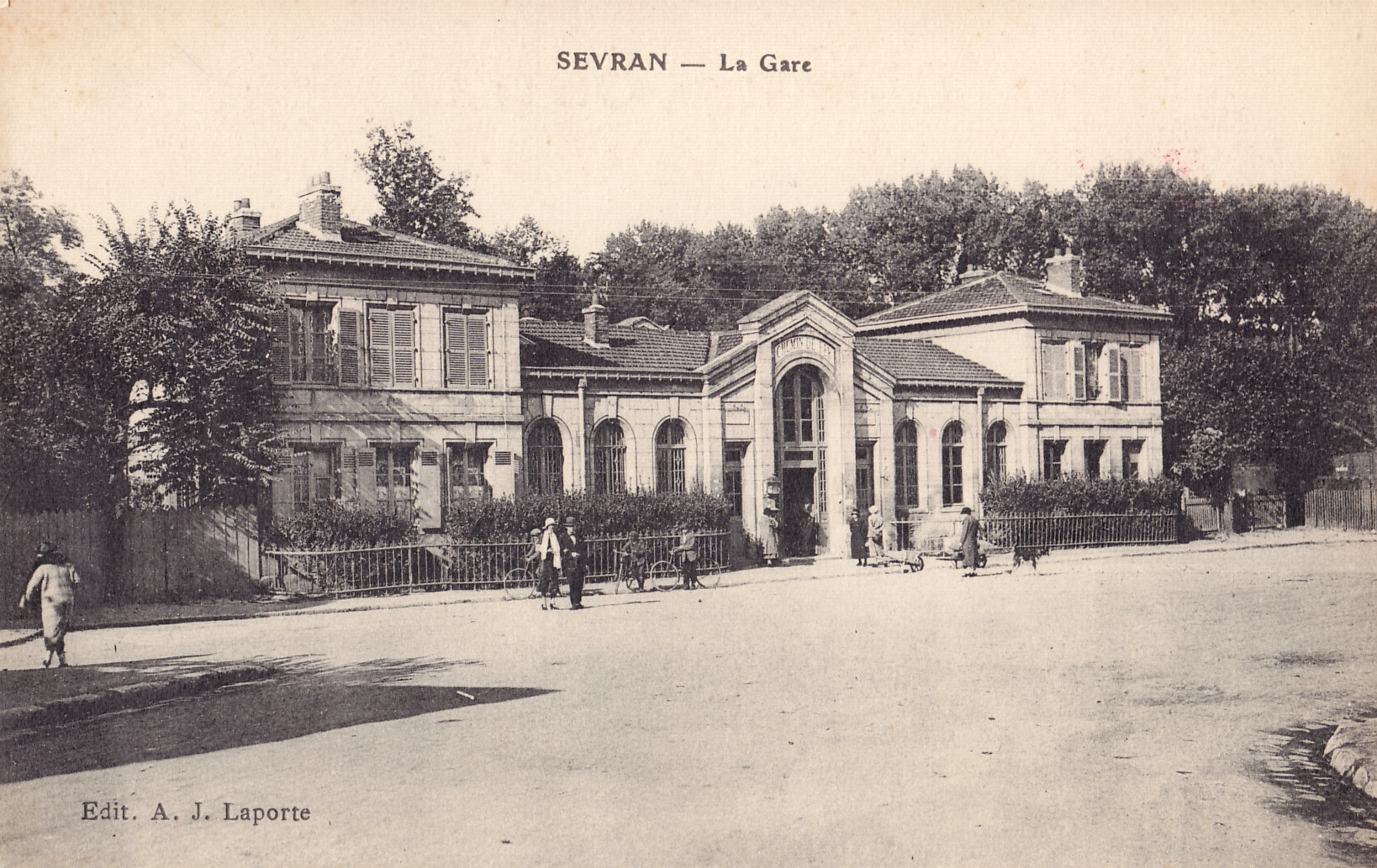
La gare, dans les années 1920.

La gare est édifiée en 1860 par la Compagnie des chemins de fer du Nord afin de desservir les communes de Livry-Gargan, Villeparisis, Vaujours, Villepinte et Tremblay-lès-Gonesse. Elle est à l'origine de l'accroissement de la population, stoppée par la guerre avec la Prusse en 1870. 
L'activité est relancée par la construction de la Poudrerie nationale. Celle-ci nécessite d'ailleurs, à partir de 1882, divers embranchements  et notamment un pont sur le Canal de l'Ourcq.
Au début du XXe siècle, de nombreux projets de lignes ferroviaires sont mis en œuvre par la Compagnie des chemins de fer du Nord. L'une d'entre elles doit relier Aulnay-sous-Bois et Sevran à Rivecourt dans l'Oise. La municipalité de l'époque émet la condition dans un premier temps, en 1902, que la bifurcation de cette ligne s'effectue en gare de Sevran - Livry afin de pouvoir desservir à la fois la poudrerie de Sevran et le canal de l'Ourcq. Néanmoins et malgré le soutien des conseils municipaux de Livry et d'Aulnay-sous-Bois, la sous-préfecture de Pontoise rejette le projet, suivant le rapport de l’ingénieur en chef des travaux et de la surveillance du chemin de fer du Nord. Celui-ci souligne d'une part le proche voisinage de la bifurcation d'Aulnay-sous-Bois et de la station de Villepinte, et la proximité du centre-ville de Sevran qui n'est qu'à 200 mètres de la station actuelle (gare de Sevran - Livry). Cependant, la nouvelle ligne, qui ne devait finalement que passer par Sevran, est interrompue par la Première Guerre mondiale, les efforts de reconstruction étant centrés sur les lignes existantes endommagées.

## Fréquentation
De 2015 à 2022, selon les estimations de la SNCF, la fréquentation annuelle de la gare s'élève aux nombres indiqués dans le tableau ci-dessous.
| Année     | 2015      | 2016      | 2017      | 2018      | 2019      | 2020      | 2021      | 2022      |
| --------- | --------- | --------- | --------- | --------- | --------- | --------- | --------- | --------- |
| Voyageurs | 5 932 168 | 5 973 397 | 5 982 229 | 5 902 128 | 5 792 675 | 2 632 823 | 3 906 248 | 4 784 929 |

## Service des voyageurs

### Accueil
La gare de Sevran - Livry est dotée d’un bâtiment voyageurs dans lequel un guichet est ouvert certains jours. La gare dispose de trois distributeurs de titres de transport, de cinq sorties, dont deux du côté du parc des Sœurs, deux du côté du bâtiment et une sur le quai central. Elle dispose également de toilettes sur le quai 2. Une borne de validation est utilisable sur le quai 2 lorsque les portiques ne fonctionnent pas.
Le changement de quai se fait grâce à un passage souterrain accessible via des escaliers et trois ascenseurs. Trois autres ascenseurs sont en cours d’installation dans la gare.
Le 12 octobre 2022, un nouveau passage souterrain est mis en service entre les trois quais de la gare avec trois nouveaux ascenseur[réf. souhaitée].

### Desserte

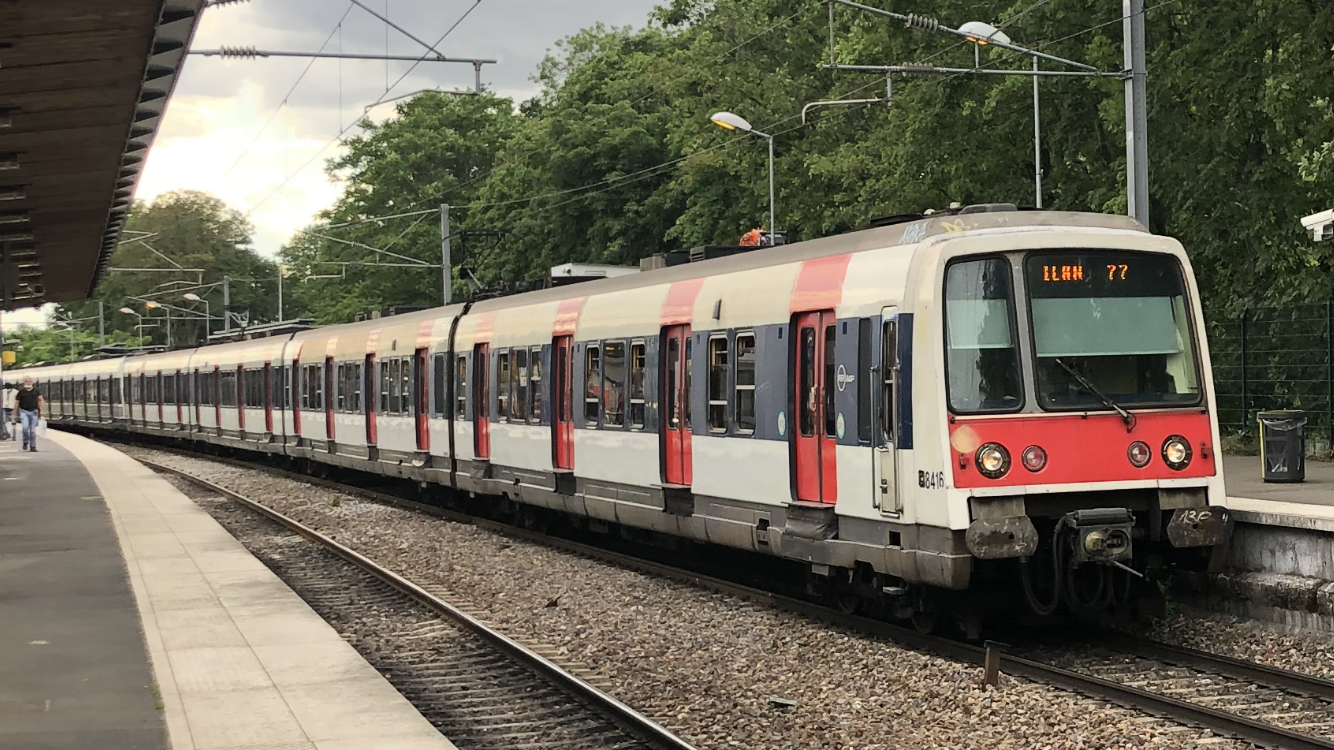
MI 84 sur la voie 1B.

La gare est desservie par les trains du RER B.

### Intermodalité
La gare est desservie par :
- les lignes 612 et 618 du réseau de bus Terres d'Envol ;
- la ligne 147 du réseau de bus RATP ;
- les lignes 605 et 623 du réseau de bus Marne et Brie ;
- le service Filéo Roissy Sud ;
- les lignes N41 et N140 du service de bus de nuit Noctilien.

## Projets

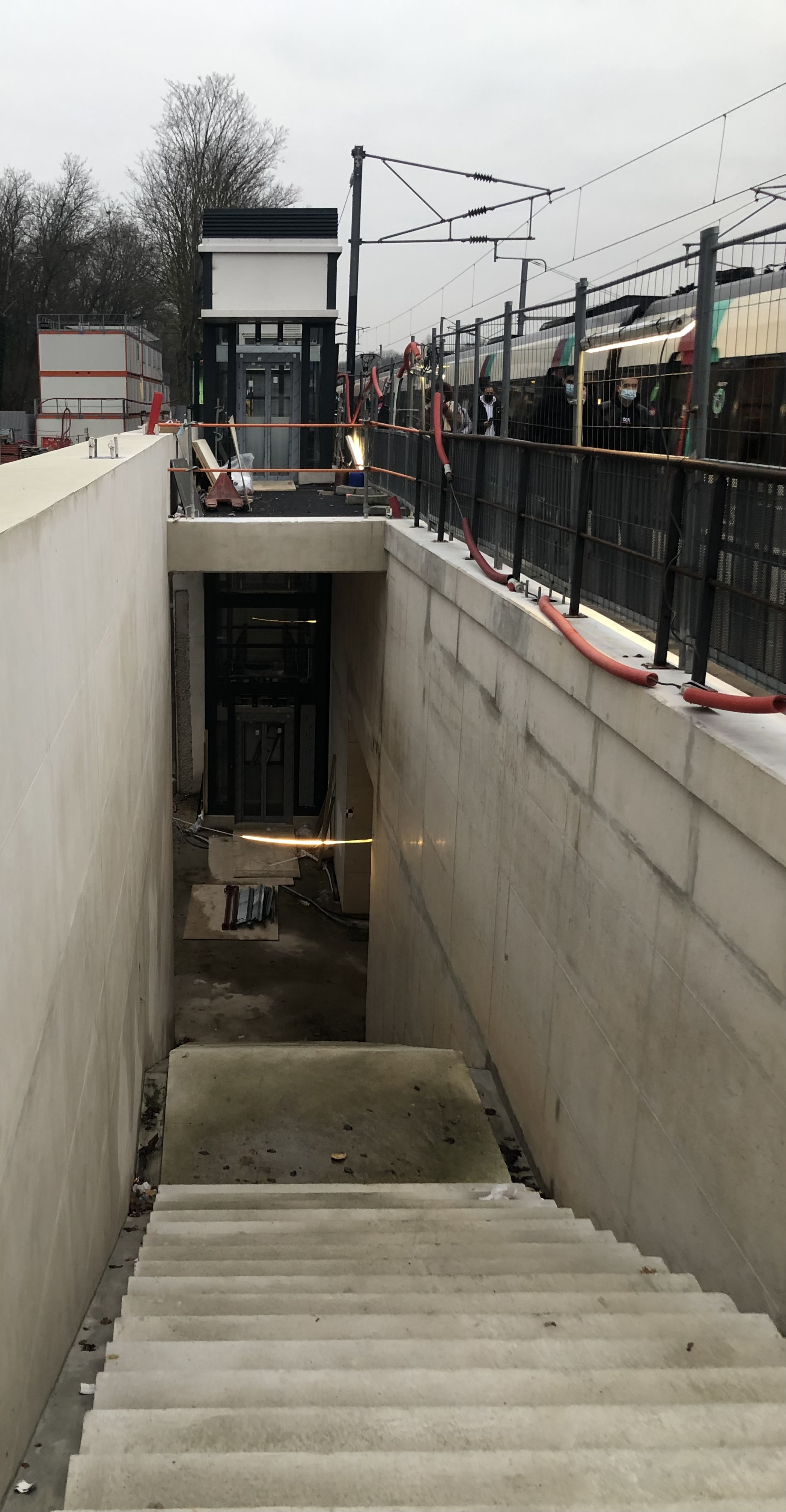
Future correspondance avec la station de métro.

La gare de Sevran - Livry devrait constituer une correspondance avec la ligne 16 du Grand Paris Express.
La gare souterraine de la ligne 16 serait située face au bâtiment voyageurs de la gare SNCF, avec les quais à une profondeur de 20 mètres. 
Elle aura deux accès :
- un accès principal vers les quais de la ligne 16, situé au centre de l’ilot formé par le plateau ferré et le canal de l'Ourcq, en lien direct avec la gare SNCF existant aujourd’hui (janvier 2014) ;
- au nord un accès secondaire qui sera aussi un nouvel accès au RER B. Cet accès secondaire est localisé dans le parc des Sœurs, en extrême limite sud, le long de la rue d'Estienne-d'Orves. Il prendra la forme d’un édicule qui intègrera principalement les escaliers fixes et mécaniques et les ascenseurs d’accès aux quais. Cet édicule pourra intégrer également des services, du stationnement vélo, et permettre l’accès depuis un point d’arrêt bus à proximité. Il aura une surface approximative de 250 m² au sol.

La conception de la gare est confiée à l'agence d'architecture Duthilleul.
Les travaux préparatoires ont commencé en décembre 2016.